# 选矿机械
选矿机械是一种处理矿石，使低品质矿石有利用价值的机械。使有价值的矿物与脉石分离。

## 种类

### 粉碎设备
由于矿石是固体，因此常常需要粉碎矿石才能使其分离。因此粉碎设备也被列入选矿设备中。
- 破碎机
- 球磨机

### 选矿设备
粉碎后的矿石需要进行选矿，选矿设备主要利用矿石在场或工作介质中的不同行为来分离矿石和脉石。由于选矿方法的不同，选矿设备可分为:
- 磁选机：由于矿物磁导率的不同以及磁性的有无，矿物在磁场中的行为也不同。磁选机利用这一点来分离矿物。
- 电选机：由于矿物电导率的不同，矿物在高压电场中的获得的电荷量也不同。电选机利用这一点行为分离矿物。
- 重选机：利用矿物的密度差别，利用浮力在工作介质中分离矿物。
- 浮选机：利用矿石中组成矿物表面疏水性能力的不同，通过机械搅拌或充气搅拌的方式分离矿物。

值得注意的是，虽然重选机和浮选机同样利用了浮力，但是两者的工作原理不同。
由于部分选矿方法中使用了液体，所以有时烘干设备也被列入选矿机械中。